# Toldi Géza
Toldi Géza, Tunigold (Budapest, 1909. február 11. – Budapest, 1985. augusztus 16.) világbajnoki ezüstérmes magyar válogatott labdarúgó. Negyvenhatszoros válogatott labdarúgó és négyszeres magyar bajnok. 1973-ban díjat (Toldi-vándordíj) alapított, melyet minden évben a bajnokságban legjobb formában játszó ferencvárosi játékos vehet át.

## Pályafutása

### Klubcsapatban
Budán, a Németvölgyben, az Avar utcai vasúti házakban nőtt fel. A Csörsz és a Táltos utcai gyerekekből alakult ITE-ben játszott először. A csapat az ifjúsági bajnokság negyedosztályába nevezett, szinte minden évben eggyel előbbre lépett, 1928-ban az első osztályú bajnokságot is megnyerték. Ebben az időben lehetséges volt több csapatban is szerepelni. A Süss-gyár alkalmazta, azzal a feltétellel, ha a cégligában szereplő gyári csapatban is játszik. Nem volt ez sem gyenge csapat, hiszen félévet játszott benne Sebes Gusztáv és a későbbi franciaországi profik: Szabó, Schell és Mayer is. 1927-ben az együttes megnyerte a cégligát .
1928-ban az ifjúsági szövetség karácsonyi, körmérkőzéses tornáján figyeltek fel rá. Több csapattól kapott ajánlatot, köztük volt a Nagyvárad-NSC és az FTC-is. Végül az utóbbit választotta. 1939-ig, később 1942-1943-ig szerepelt a zöld-fehéreknél. Közben a Gamma /1939-1940/ és a Szegedi AK /1940-1942 játékosa is volt. Összesen 324 NB I-es mérkőzésen szerepelt és 271 gólt lőtt.
1939-ben a KK-ban a Bologna otthonában 3-1-re kikapott az FTC. A visszavágón csak sérülés miatt került a csapatba, a már "öregnek" tartott játékos. A Ferencváros 4-1-re győzött, a gólokat Toldi Géza szerezte.

### A válogatottban
1929 és 1940 között 46 alkalommal szerepelt a válogatottban és 25 gólt szerzett.

## Edzőként
1946 decemberében megválasztották a magyar labdarúgó edzőtestület alelnökének.

## Sikerei, díjai
- Ezüstérmes az 1938. évi világbajnokságon.
- 1937-ben a Közép-Európai Kupa (KK) győztese.
- Magyar bajnok 4 alkalommal (1928, 1932, 1934, 1938)
- Magyar Kupa-győztes 4 alkalommal (1928, 1933, 1935, 1943)
- 1933–1934 gólkirály, 27 góllal

## Statisztika

### Mérkőzései a válogatottban
| Magyarország | Magyarország         | Magyarország                     | Magyarország  | Magyarország | Magyarország  | Magyarország    | Magyarország | Magyarország   |
| #            | Dátum                | Helyszín                         | Hazai         | Eredmény     | Vendég        | Kiírás          | Gólok        | Esemény        |
| ------------ | -------------------- | -------------------------------- | ------------- | ------------ | ------------- | --------------- | ------------ | -------------- |
| 1.           | 1929. április 14.    | Bern                             | Svájc         | 4 – 5        | Magyarország  | Európa-kupa     | 1            | 56'            |
| 2.           | 1929. szeptember 8.  | Prága                            | Csehszlovákia | 1 – 1        | Magyarország  | Európa-kupa     | -            |                |
| 3.           | 1930. április 13.    | Bázel                            | Svájc         | 2 – 2        | Magyarország  | barátságos      | 2            | 37' 63'        |
| 4.           | 1930. június 1.      | Budapest, Hungária körúti pálya  | Magyarország  | 2 – 1        | Ausztria      | barátságos      | -            |                |
| 5.           | 1930. június 8.      | Budapest, Üllői úti pálya        | Magyarország  | 6 – 2        | Hollandia     | barátságos      | 1            | 53'            |
| 6.           | 1930. szeptember 21. | Bécs, Hohe Warte                 | Ausztria      | 2 – 3        | Magyarország  | barátságos      | -            |                |
| 7.           | 1932. február 19.    | Kairó                            | Egyiptom      | 0 – 0        | Magyarország  | barátságos      | -            |                |
| 8.           | 1932. március 20.    | Prága, Sparta-pálya              | Csehszlovákia | 1 – 3        | Magyarország  | barátságos      | 1            | 71'            |
| 9.           | 1932. április 24.    | Bécs, Hohe Warte                 | Ausztria      | 8 – 2        | Magyarország  | barátságos      | -            | 63′            |
| 10.          | 1932. május 8.       | Budapest, Hungária körúti pálya  | Magyarország  | 1 – 1        | Olaszország   | Európa-kupa     | 1            | 45' (11-esből) |
| 11.          | 1932. június 19.     | Bern                             | Svájc         | 3 – 1        | Magyarország  | Európa-kupa     | -            |                |
| 12.          | 1932. szeptember 18. | Budapest, Üllői úti pálya        | Magyarország  | 2 – 1        | Csehszlovákia | Európa-kupa     | 1            | 78'            |
| 13.          | 1932. október 30.    | Budapest, Hungária körúti pálya  | Magyarország  | 2 – 1        | Németország   | barátságos      | -            |                |
| 14.          | 1933. július 2.      | Stockholm                        | Svédország    | 5 – 2        | Magyarország  | barátságos      | 1            | 57'            |
| 15.          | 1933. október 1.     | Bécs, Hohe Warte                 | Ausztria      | 2 – 2        | Magyarország  | barátságos      | -            |                |
| 16.          | 1933. október 22.    | Budapest, Üllői úti pálya        | Magyarország  | 0 – 1        | Olaszország   | Európa-kupa     | -            |                |
| 17.          | 1934. január 14.     | Frankfurt                        | Németország   | 3 – 1        | Magyarország  | barátságos      | -            |                |
| 18.          | 1934. március 25.    | Szófia                           | Bulgária      | 1 – 4        | Magyarország  | vb-selejtező    | 1            | 88'            |
| 19.          | 1934. április 15.    | Bécs, Hohe Warte                 | Ausztria      | 5 – 2        | Magyarország  | barátságos      | -            |                |
| 20.          | 1934. április 29.    | Prága                            | Csehszlovákia | 2 – 2        | Magyarország  | Európa-kupa     | -            |                |
| 21.          | 1934. május 10.      | Budapest, Üllői úti pálya        | Magyarország  | 2 – 1        | Anglia        | barátságos      | -            |                |
| 22.          | 1934. május 27.      | Nápoly (ITA)                     | Magyarország  | 4 – 2        | Egyiptom      | vb-nyolcaddöntő | 2            | 30' 61'        |
| 23.          | 1934. május 31.      | Bologna (ITA)                    | Ausztria      | 2 – 1        | Magyarország  | vb-negyeddöntő  | -            |                |
| 24.          | 1934. október 7.     | Budapest, Hungária körúti pálya  | Magyarország  | 3 – 1        | Ausztria      | barátságos      | 1            | 86'            |
| 25.          | 1935. május 12.      | Budapest, Üllői úti pálya        | Magyarország  | 6 – 3        | Ausztria      | barátságos      | 1            | 79'            |
| 26.          | 1935. szeptember 22. | Budapest, Hungária körúti pálya  | Magyarország  | 1 – 0        | Csehszlovákia | Európa-kupa     | -            |                |
| 27.          | 1935. október 6.     | Bécs                             | Ausztria      | 4 – 4        | Magyarország  | Európa-kupa     | 1            | 6'             |
| 28.          | 1935. november 10.   | Budapest, Üllői úti pálya        | Magyarország  | 6 – 1        | Svájc         | barátságos      | 1            | 39'            |
| 29.          | 1936. március 15.    | Budapest, Hungária körúti pálya  | Magyarország  | 3 – 2        | Németország   | barátságos      | -            |                |
| 30.          | 1936. május 31.      | Budapest, Hungária körúti pálya  | Magyarország  | 1 – 2        | Olaszország   | barátságos      | -            |                |
| 31.          | 1936. szeptember 27. | Budapest, Üllői úti pálya        | Magyarország  | 5 – 3        | Ausztria      | Európa-kupa     | 3            | 15' 30' 64'    |
| 32.          | 1936. október 4.     | Bukarest                         | Románia       | 1 – 2        | Magyarország  | barátságos      | 1            | 83'            |
| 33.          | 1936. október 18.    | Prága, Sparta-pálya              | Csehszlovákia | 5 – 2        | Magyarország  | Európa-kupa     | 1            | 33'            |
| 34.          | 1936. december 6.    | Dublin                           | Írország      | 2 – 3        | Magyarország  | barátságos      | 1            | 48'            |
| 35.          | 1937. április 25.    | Torino, Benito Mussolini Stadion | Olaszország   | 2 – 0        | Magyarország  | Európa-kupa     | -            |                |
| 36.          | 1937. május 9.       | Budapest, Hungária körúti pálya  | Magyarország  | 1 – 1        | Jugoszlávia   | barátságos      | -            | 46'            |
| 37.          | 1937. május 23.      | Budapest, Üllői úti pálya        | Magyarország  | 2 – 2        | Ausztria      | barátságos      | -            |                |
| 38.          | 1937. november 14.   | Budapest, Üllői úti pálya        | Magyarország  | 2 – 0        | Svájc         | Európa-kupa     | 1            | 74'            |
| 39.          | 1938. március 20.    | Nürnberg                         | Németország   | 1 – 1        | Magyarország  | barátságos      | 1            | 49'            |
| 40.          | 1938. június 5.      | Reims (FRA)                      | Magyarország  | 6 – 0        | Holland India | vb-nyolcaddöntő | 1            | 16'            |
| 41.          | 1938. június 16.     | Párizs, Parc des Princes (FRA)   | Magyarország  | 5 – 1        | Svédország    | vb-elődöntő     | -            |                |
| 42.          | 1938. december 7.    | Glasgow, Ibrox Park              | Skócia        | 3 – 1        | Magyarország  | barátságos      | -            |                |
| 43.          | 1939. augusztus 27.  | Varsó                            | Lengyelország | 4 – 2        | Magyarország  | barátságos      | -            |                |
| 44.          | 1940. április 7.     | Berlin, Olimpiai Stadion         | Németország   | 2 – 2        | Magyarország  | barátságos      | 1            | 4'             |
| 45.          | 1940. május 2.       | Budapest, Üllői úti pálya        | Magyarország  | 1 – 0        | Horvátország  | barátságos      | -            |                |
| 46.          | 1940. május 19.      | Budapest, Üllői úti pálya        | Magyarország  | 2 – 0        | Románia       | barátságos      | -            |                |
|              | Összesen             |                                  |               | 46           | mérkőzés      |                 | 25           | gól            |

## Külső hivatkozások
- Tudósítás az Aarhaus-Legia Varsó mérkőzésről